# Porto Sudão
Porto Sudão (em árabe: بورتسودان, Bur Sudan) é uma cidade e principal porto marítimo do Sudão, às margens do Mar Vermelho. Está situada a 675 quilômetros da capital do país, Cartum.

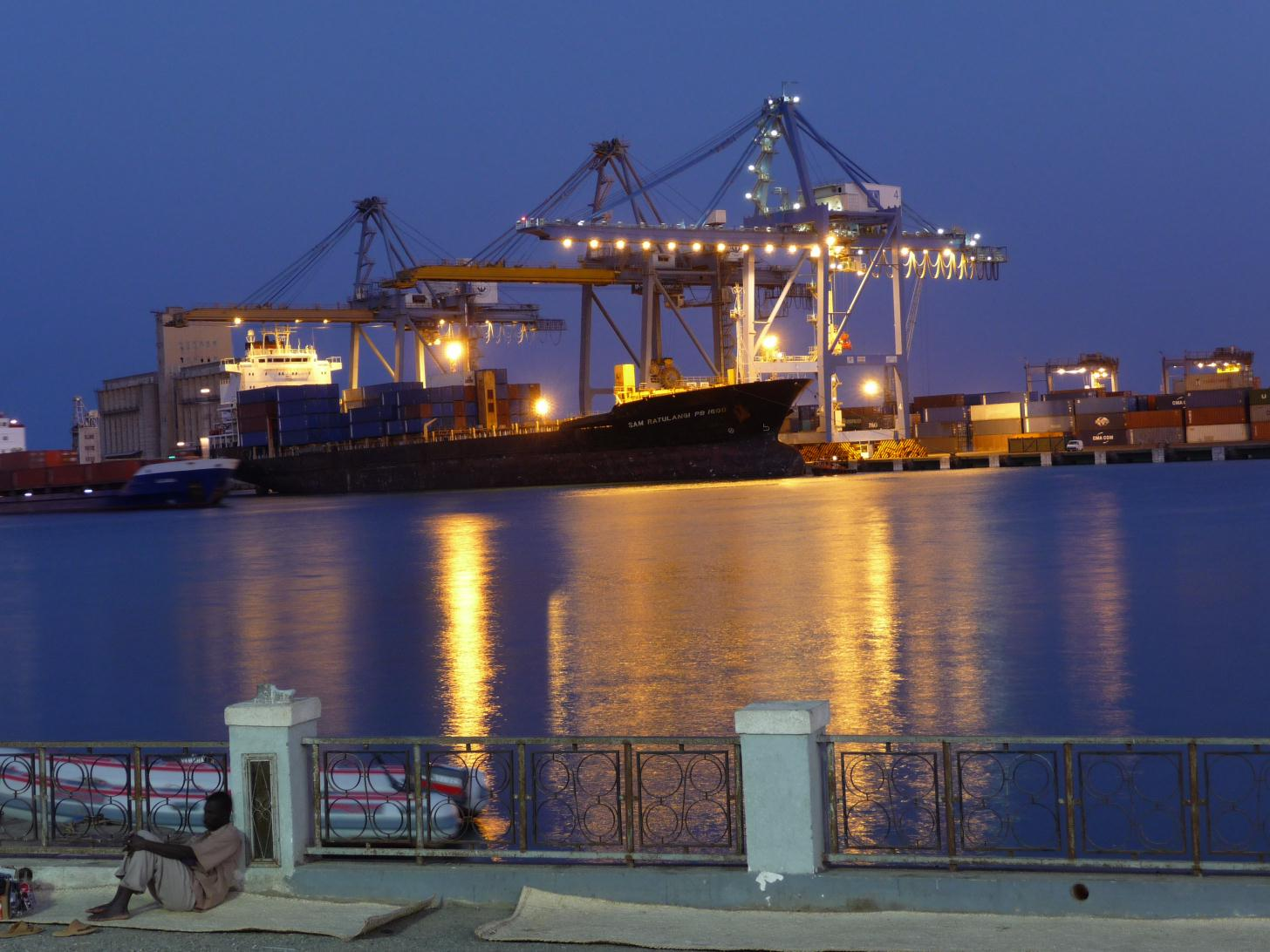
Terminal de Contentores.

Seus principais produtos agrícolas são o algodão, sisal e sorgo, produzidos no vale do Nilo, que chegam ao porto por meio de uma ferrovia. O porto conta com um terminal petrolífero e tem o maior terminal de contentores do país.